# 都道府県のシンボルの一覧
都道府県のシンボルの一覧（とどうふけんのシンボルのいちらん）は、日本の各都道府県の花・木・鳥等の一覧である。

## 概要
花、木、鳥のほかに、都道府県の獣や魚を定めている都道府県もある。また名称は「都道府県の花」、「都道府県の木」、「都道府県の鳥」が一般的であるが、それ以外の名称としている都道府県もある。条例等で制定されているもの、慣例として用いられているものがある。
都道府県の花については、1954年（昭和29年）3月22日に、NHK、植物友の会、全日本観光連盟、日本交通公社の共催で、牧野富太郎、本田正次らによって選定された「郷土の花」を、都道府県の花としたものが多い。一部の県では「郷土の花」という名称がそのまま用いられている。
都道府県の木については、1970年開催の日本万国博覧会に向けた記念事業として、毎日新聞社が提唱した「緑のニッポン全国運動」の一環として、1966年に定められたものが多い。
都道府県の蝶を定めているのは、1991年11月14日に指定した埼玉県が唯一だったが、2020年4月1日に沖縄県が新たに指定し、これが制定2例目となった。

## 一覧
表記は、各都道府県のウェブサイト等に従った。「都道府県の花」、「都道府県の木」、「都道府県の鳥」以外の名称で制定されている場合、その名称をカッコ内に付記した。
| 都道府県 | 花                                                | 木                                    | 鳥                     | その他 |
| -------- | ------------------------------------------------- | ------------------------------------- | ---------------------- | --- |
| 北海道   | ハマナス                                          | エゾマツ                              | タンチョウ             | |
| 青森県   | りんごの花                                        | ヒバ                                  | ハクチョウ（県民鳥）   | 県の魚：ひらめ |
| 岩手県   | キリ                                              | ナンブアカマツ                        | キジ                   | 県の魚：南部さけ |
| 宮城県   | ミヤギノハギ                                      | ケヤキ                                | ガン                   | 県の獣：シカ |
| 秋田県   | ふきのとう                                        | 秋田杉                                | やまどり               | 県の魚：ハタハタ |
| 山形県   | べにばな（紅花）                                  | さくらんぼ                            | オシドリ               | 県の獣：カモシカ 県の魚：サクラマス                                                                                       |
| 福島県   | ネモトシャクナゲ                                  | ケヤキ                                | キビタキ               | |
| 茨城県   | バラ                                              | ウメ                                  | ヒバリ                 | 県の魚：ヒラメ |
| 栃木県   | やしおつつじ（県花）                              | トチノキ（県木）                      | オオルリ（県鳥）       | 県獣：カモシカ |
| 群馬県   | レンゲツツジ                                      | クロマツ                              | ヤマドリ               | 県の魚：アユ |
| 埼玉県   | サクラソウ                                        | ケヤキ                                | シラコバト（県民の鳥） | 県の蝶：ミドリシジミ 県の魚：ムサシトミヨ                                                                                 |
| 千葉県   | なのはな                                          | マキ                                  | ホオジロ（県民鳥）     | 県の魚：タイ |
| 東京都   | ソメイヨシノ                                      | イチョウ                              | ユリカモメ             | |
| 神奈川県 | 山ゆり                                            | イチヨウ                              | かもめ                 | |
| 新潟県   | チューリップ（県の花） 雪割草（県の草花）         | 雪椿                                  | 朱鷺                   | 県の鑑賞魚：錦鯉 |
| 富山県   | チューリップ（県花）                              | タテヤマスギ（県木）                  | ライチョウ（県鳥）     | 県獣：ニホンカモシカ 県のさかな：ブリ・ホタルイカ・シロエビ                                                               |
| 石川県   | クロユリ（郷土の花）                              | あて                                  | イヌワシ               | |
| 福井県   | スイセン                                          | マツ                                  | ツグミ                 | 県の魚：越前ガニ |
| 山梨県   | フジザクラ                                        | カエデ                                | ウグイス               | 県の動物：カモシカ |
| 長野県   | りんどう（県花）                                  | しらかば（県木）                      | らいちょう（県鳥）     | 県獣：かもしか |
| 岐阜県   | れんげ草(げんげ)（県花）                          | イチイ（県木）                        | ライチョウ（県鳥）     | 県魚：あゆ |
| 静岡県   | つつじ                                            | もくせい                              | さんこうちょう         | |
| 愛知県   | カキツバタ                                        | ハナノキ                              | コノハズク             | 県の魚：クルマエビ |
| 三重県   | ハナショウブ                                      | 神宮スギ                              | シロチドリ             | 県民鳥獣：カモシカ 県のさかな：伊勢えび                                                                                   |
| 滋賀県   | しゃくなげ（郷土の花）                            | もみじ                                | かいつぶり             | |
| 京都府   | しだれ桜（府の花） 嵯峨ぎく・なでしこ（府の草花） | 北山杉                                | オオミズナギドリ       | |
| 大阪府   | うめ・さくらそう                                  | いちょう                              | もず                   | |
| 兵庫県   | ノジギク（県花）                                  | クスノキ（県樹）                      | コウノトリ（県鳥）     | |
| 奈良県   | 奈良八重桜                                        | すぎ                                  | こまどり               | 県のさかな：きんぎょ・あゆ・あまご                                                                                        |
| 和歌山県 | うめ                                              | うばめがし                            | めじろ                 | 県の魚：まぐろ |
| 鳥取県   | 二十世紀梨の花                                    | ダイセンキャラボク                    | オシドリ               | 県の魚：ヒラメ |
| 島根県   | 牡丹                                              | 黒松                                  | 白鳥                   | 県の魚：飛魚 |
| 岡山県   | ももの花                                          | あかまつ                              | きじ（県民の鳥）       | |
| 広島県   | モミジ                                            | モミジ                                | アビ                   | 県のさかな：カキ |
| 山口県   | 夏みかんの花                                      | アカマツ                              | ナベヅル               | 県獣：ホンシュウジカ 県の魚：ふく(ふぐ)                                                                                   |
| 徳島県   | すだちの花                                        | やまもも                              | しらさぎ               | 県の色：藍色 |
| 香川県   | オリーブ（県花）                                  | オリーブ（県木）                      | ホトトギス（県民鳥）   | 県民獣：シカ 県魚：ハマチ                                                                                                 |
| 愛媛県   | みかんの花                                        | まつ                                  | コマドリ               | 県の獣：ニホンカワウソ 県の魚：マダイ                                                                                     |
| 高知県   | ヤマモモ（県花）                                  | ヤナセスギ（県木）                    | ヤイロチョウ（県鳥）   | 県魚：カツオ |
| 福岡県   | うめ                                              | つつじ                                | うぐいす               | |
| 佐賀県   | クスの花（県花）                                  | クス（県木）                          | カササギ（県鳥）       | |
| 長崎県   | 雲仙ツツジ(ミヤマキリシマ)                        | ヒノキ（県の林木） ツバキ（県の花木） | オシドリ（県民鳥）     | 県民獣：九州シカ 県のさかな：たい・いか・あまだい・あじ・いさき・あわび・さば・あご(とびうお)・ひらめ・ぶり・いわし・ふぐ |
| 熊本県   | リンドウ（県花）                                  | クスノキ（県木）                      | ヒバリ（県鳥）         | 県魚：クルマエビ |
| 大分県   | 豊後梅（県花）                                    | 豊後梅（県木）                        | めじろ（県鳥）         | |
| 宮崎県   | はまゆう                                          | フェニックス・ヤマザクラ・オビスギ    | コシジロヤマドリ       | |
| 鹿児島県 | ミヤマキリシマ（県花）                            | クスノキ・カイコウズ（県木）          | ルリカケス（県鳥）     | |
| 沖縄県   | デイゴ（県花）                                    | リュウキュウマツ（県木）              | ノグチゲラ（県鳥）     | 県魚：グルクン（タカサゴ） 県蝶：オオゴマダラ                                                                             |